# Verongula rigida
Verongula rigida är en svampdjursart som först beskrevs av Eugen Johann Christoph Esper 1794.  Verongula rigida ingår i släktet Verongula och familjen Aplysinidae.
Artens utbredningsområde är Karibiska havet. Inga underarter finns listade i Catalogue of Life.